# Vaixell de Marbre
El Vaixell de Marbre (en xinès: 石舫, pinyin: Shí Fǎng), també conegut com a Vaixell de la Claredat i el Confort (Qing Yan Fǎng) és un pavelló situat als jardins del Palau d'Estiu de Pequín (República Popular Xina). El pavelló mesura 36 metres de longitud i es troba en la riba nord-oest del llac Kunming, prop de l'extrem oest del Gran Corredor.
Va ser erigit per primera vegada el 1755, durant el regnat de l'emperador Qianlong. El pavelló original estava format per una base de grans blocs de pedra que sostenien una superestructura de fusta que seguia un disseny tradicional xinès.

El pavelló va resultar destruït l'any 1860 per forces anglofranceses, durant la Segona Guerra de l'Opi. Va ser restaurat el 1893 per ordre de l'Emperadriu Vídua Cixí. En aquesta restauració es va dissenyar una nova superestructura de dos pisos que incorporava elements de l'arquitectura europea. Igual que en el seu predecessor, la nova superestructura, està feta de fusta però la seva pintura imita el marbre. Hi ha un gran mirall, en cada "coberta" i a cada costat del vaixell, que serveix per reflectir les aigües del llac i donar una impressió d'immersió total en el medi aquàtic a més de permetre contemplar el llac a totes les adreces mentre es pren el te. Rodes de paletes d'imitació situades a cada costat del pavelló fan que recordi a un Vaixell de paletes.

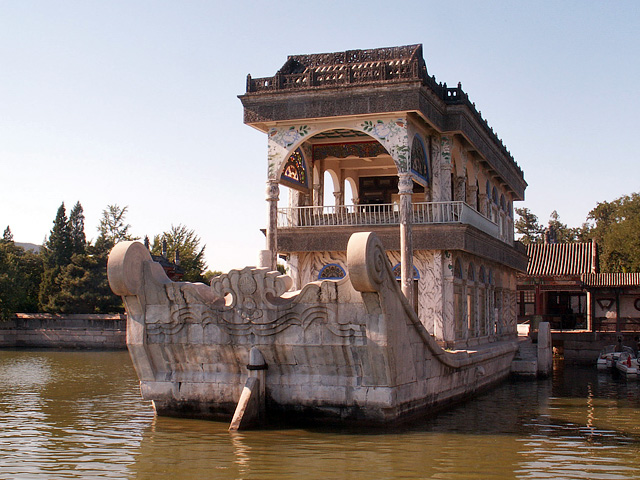
Vista frontal.

El pavelló té un sofisticat sistema de drenatge que canalitza l'aigua de pluja a través de quatre pilars buits. Finalment l'aigua és llançada al llac per la boca de quatre caps de drac.
El disseny en forma de vaixell del pavelló pot deure's a una cita de Wei Zheng, ministre de la dinastia Tang famós pels seus sincers consells. Es diu que li va comentar a l'emperador que «les aigües que porten el vaixell poden també bolcar-ho», insinuant que la gent pot recolzar a un emperador però també pot, de la mateixa manera, derrocar-ho. Tenint això en compte és possible que l'Emperador Qianlong decidís construir el Vaixell de Marbre sobre una sòlida base de pedra per indicar que la dinastia Qing no seria enderrocada.
El Vaixell de Marbre és vist sovint com un element irònic atès que els diners usats per restaurar el Palau d'Estiu van provenir sobretot de fons destinats a la construcció d'una nova armada imperial. El dirigent, el príncep Chun, devia molt de la seva posició social així com del seu nomenament a l'Emperadriu Vídua, que havia adoptat al seu fill gran perquè es convertís en l'Emperador Guangxu. Aquest va ser el motiu que segurament no veiés una altra possibilitat que la d'aprovar aquesta malversació.